# Izsák Balázs
Izsák Balázs (Sepsiszentgyörgy, 1952. június 4. –) székely mérnök, politikus, a Székely Nemzeti Tanács elnöke, Izsák József irodalomtörténész fia.

## Életpályája
1971-ben érettségizett a marosvásárhelyi Bolyai Líceumban, felsőfokú tanulmányait a Bukaresti Politechnikai Intézet energetikai karán végezte el 1976-ban. A református felekezethez tartozik.
Az erdélyi közéletben a Ceaușescu-rendszer bukása óta folyamatosan részt vesz, számos kisebbségpolitikai írása jelent meg. 1990-ben a Romániai Magyar Demokrata Szövetség (RMDSZ) tagja lett. 1997. április 16. és július 7. között az RMDSZ Maros megyei szervezetének megbízott vezetője volt (ideiglenes elnöki tisztségben). 1997 áprilisában vállalta, hogy az ötletadó Jakabffy Attilával a Politikai alternatívákat kereső kerekasztal-beszélgetések megszervezését. Az első, 1997. november 22-én megtartott megbeszélésükön a meghívott ötven személyből mintegy negyvenen megjelentek, de távol maradtak az RMDSZ-es parlamenti képviselők – Jakabffy Attila szerint – ez Markó Béla személyes tiltásának volt a következménye. 
Mivel a találkozó sikeres volt, Jakabffy Attila, Krizbai Imre, Bardóczy Csaba és Izsák Balázs újra megszervezték 1998 januárjában. A találkozó résztvevői 1997 novemberi nyilatkozatukban kimondták, hogy az RMDSZ statútuma és a kolozsvári nyilatkozat szellemében akarnak politizálni. Ezt követte az alsócsernátoni Székelyföldi Fórum, mely után Izsák Balázs, több megoldásra váró problémát összesített és úgy értékelte, hogy a Székelyföldi Fórum egy folyamat kezdete. 1999. február 13-án, Nyárádszereda adott otthont az RMDSZ-en belüli Fórum mozgalom harmadik ülésének. Itt Tőkés László, Toró T. Tibor és Izsák Balázs tartottak előadást. 1999. szeptember 2-án megalakult Kolozsvárott az RMDSZ Nemzetépítő Platformja (NÉP), mely elnöke Vekov Károly alelnökei Izsák Balázs és Pápay Zoltán lettek.
2000-ben Izsák Balázs Markó Bélát nevezte meg személyes felelősnek a kolozsvári magyar egyetem létrehozásának meghiúsulásáért. 2001 őszén kiállt Tőkés László mellett, illetve kijelentette, hiányzott a politikai akarat az RMDSZ vezetése részéről, hogy komoly változásokat érjenek el. Ugyanakkor Izsák Balázs felsorolta, mit nem kellett volna megtenni:
Nem kellett volna a neptuni tárgyalásokat folytatni, nem kellett volna Szőcs Géza-ügyet kreálni, nem kellett volna azt kérni Horn Gyulától, Ciorbea miniszterelnök felé közvetítse: lemondunk arról, hogy az állami magyar egyetem Kolozsváron legyen. Nem kellett elmarasztalni Tőkés Lászlót.
2002. december 2-án a Reform Tömörülés RMDSZ-platform Kolozsváron tartotta rendkívüli kongresszusát, ahol a marosvásárhelyi küldöttek nevében Izsák Balázs kijelentette, hogy a Reform Tömörülésnek nincs mit keresnie az illegitimnek tartott – az elmulasztott belső választások miatt – szatmárnémeti RMDSZ kongresszuson. Ezzel elindult egy folyamat, ami 2003. április 28-án az Erdélyi Magyar Nemzeti Tanács (EMNT) megalakulásához vezetett, amelynek Izsák Balázs a jegyzője lett. Ugyanezen év szeptemberében a Székely Nemzeti Tanács (SZNT) kezdeményező testületének tagjává vált, majd annak alelnöke lett. 2008-ban választották meg az SZNT elnökének, majd 2013-ban újraválasztották.
Hat éves küzdelem után 2019. május 11-én elindíthatta a nemzeti kisebbségek támogató figyelmét szolgáló egymillió szavazat gyűjtését hét EU-s országban.

## Díjai
- 2013 Bethlen Gábor-díj[9]
- 2020 Tőkés László-díj